# Национална класификация на професиите и длъжностите в Република България
Националната класификация на професиите и длъжностите в Република България е разработена в съответствие с методологията на Международната стандартна класификация на длъжностите (ISCO-88), издание на Международната организация на труда, Женева, 1990 г.
С разработването и прилагането на Националната класификация на професиите и длъжностите, отговаряща на международните стандарти, се осигуряват условия за набиране, класифициране и обобщаване на информацията за професионалната и длъжностната структура на населението, създават се възможности за извършване на международни сравнения и за широк обмен на информация в тази област.
В структурно и концептуално отношение Националната класификация на професиите и длъжностите напълно съответства на ISCO-88. При разработването на Националната класификация на професиите и длъжностите са взети предвид и отразени по подходящ начин специфични за България въпроси и изисквания, свързани с образователната система, с квалификацията и преквалификацията на работната сила, с организацията на производството, труда и управлението, със заплащането на труда, социалното осигуряване и други. Това не е променило възприетите съобразно международните стандарти принципи за изграждане на класификацията.